# Herb Słupska
Herb Słupska – jeden z symboli miasta Słupsk w postaci herbu.

## Wygląd i symbolika
Herb przedstawia pół czerwonego gryfa, z rozwiniętymi, pokrywającymi się skrzydłami i rozwartymi łapami, ze złotym dziobem i szponami, zwróconego w prawą stronę heraldyczną, unoszącego się nad trzema błękitnymi, falistymi liniami.
Herb nawiązuje do herbu książąt pomorskich. Błękitne linie symbolizują ramiona rzeki Słupi.

## Historia
Oficjalny wzór i opis został zatwierdzony przez Radę Miejską Słupska 27 listopada 1991 roku.